# Liste der Wiener Wohnsiedlungen der Ersten Republik
Hier folgt eine Liste der Siedlungen, die im Gefolge der Siedlerbewegung in Wien entstanden sind.
Es sind sowohl Gemeindesiedlungen als auch genossenschaftliche Siedlungen angeführt. Letztere wurden aber von der Stadt ab 1921 in der Gesiba zusammengefasst, die als stadtnaher Dachverband fungierte. Die Gemeindesiedlungen sind daran zu erkennen, dass sie bei Wiener Wohnen mit einer Inventarnummer erfasst sind, die unterhalb des Namens erscheint. In ein Paar Fällen fanden in den 2010er-Jahren Ausgliederungen statt, diese Links führen dann nicht mehr auf das entsprechende Datenblatt.
Die eigentliche Hochphase des Siedlungsbaus war in den frühen 1920er-Jahren, wo sie anfänglich wild erfolgte und durch die allgemeine Not angetrieben war. Nach einigen Zögern wurden die Siedlungen dann legalisiert, die Stadt Wien gründete ein Siedlungsamt. Sowohl seitens der Stadt als auch seitens der Genossenschaften verschob sich die Priorität nach etwa 1923 dann hin zum Bau von Wohnhausanlagen. Es wurden allerdings bis in die 1930er noch Siedlungsanlagen gebaut und ausgebaut, zu dieser Zeit dann auch als Mittel der Selbsthilfe von Erwerbslosen.
Es sind nur die Siedlungen innerhalb des damaligen Stadtgebiets erfasst, eine Ausnahme bildet allerdings die Friedensstadt (eine der Siedlungen im Lainzer Tiergarten), da sie eine der ersten war, die legalisiert wurden und Adolf Loos als ehrenamtlicher Mitarbeiter des 1919 gegründeten städtischen Siedlungsamtes hier Haustypen entwarf, die dann, vor allem bei der Heubergsiedlung, typologisch prägend werden sollten.
| Name / ID                                                        | Foto |                 | Adresse                                                                                   | Baujahr   | Architekt(en)                                                              | Kunstobjekte | Wohnungen | Anmerkungen |
| ---------------------------------------------------------------- | ---- | --------------- | ----------------------------------------------------------------------------------------- | --------- | -------------------------------------------------------------------------- | --- | --------- | --- |
| Wohnsiedlung Am Laaer Berg 55                                    | 1    | Datei hochladen | 10., Economogasse 1-51 Standort                                                           | 1927      | Franz Schacherl                                                            | | 215       | Benannt nach dem Laaer Berg Zweite Bauphase der Siedlung Südost Identadresse Holzknechtstraße 68-111, Karl-Diener-Gasse 1-21, Karl-Diener-Gasse 2-24, Koliskogasse 2-54, Laaer-Berg-Straße 174-200, Lippmanngasse 2-48, Ramsaygasse 1-31, Schautagasse 1-37, Schautagasse 2-70, Holzknechtstraße 47-61 |
| Am Wasserturm                                                    | 1    | Datei hochladen | 10., Raxstraße 37–109 Standort                                                            | 1923–1924 | Franz Schacherl, Franz Schuster                                            | | 190       | Von der Stadt Wien als bauliche Schutzzone ausgewiesen |
| Südost                                                           | 1    | Datei hochladen | 10., Burgenlandgasse, Kronawettergasse, Weichselbaumgasse Standort                        | 1921      | Franz Schacherl, Franz Schuster                                            | | 215       | Denkmalschutz für einen Teilbereich um die Kronawettergasse |
| Weißenböckstraße 58 HERIS-ID: 61697 Objekt-ID: 74159             | 1    | Datei hochladen | 11., Weißenböckstraße 1–3 Standort                                                        | 1922–1928 | Alfons Hetmanek, Franz Kaym                                                | | 56        | Denkmalschutz Identadresse Reischekgasse 2-10, Petzoldgasse 1-19, Reischekgasse 12-52, Reischekgasse 56-74, Weißenböckstraße 5-27, Wilhelm-Kreß-Platz 2-20 |
| Wohnsiedlung Am Tivoli 59 HERIS-ID: 28971 Objekt-ID: 25588       | 1    | Datei hochladen | 12., Hohenbergstraße 3-21 Standort                                                        | 1927–1930 | Wilhelm Peterle                                                            | Moldauer Kapelle und gegenüberliegend eine Büste Șerban Cantacuzinos, beides die Rolle des Fürsten und seines ungefähr hier befindlichen moldauischen Aufgebots während der Zweiten Türkenbelagerung würdigend | 377       | Denkmalschutz Benannt nach einem ehemals hier befindlichen Gasthaus und Tanzlokal Identadresse Krastelgasse 1-15, Josefine-Wessely-Weg 5, Hasenhutgasse 2, Gottslebengasse 3, Gottslebengasse 2-4, Arnsburggasse 2, Brockmanngasse 1-3, Arnsburggasse 1-3, Betty-Roose-Weg 2, Weißenthurngasse 1-17, Krastelgasse 8-14, Brockmanngasse 2-4, Tyroltgasse 3-9, Tyroltgasse 2-8, Krügerweg 2-4, Wildauergasse 1-3, Stranitzkygasse 5, Schwenkgasse 50, Pechegasse 3-5, Ludwig-Martinelli-Gasse 4-10, Lucasweg 2-8, Wildauergasse 6 |
| Am Rosenhügel                                                    | 1    | Datei hochladen | 12., Rosenhügelstraße 46–188 Standort                                                     | 1921–1927 | Hugo Mayer und Emil Krause                                                 | Skulpturengruppe Ziegelschupferinnen von Oskar Höfinger aus dem Jahr 1985 | 559       | Auch in der Defreggerstraße, Schurzgasse, Helfertgasse, Dorfmeistergasse und Haundzahngasse |
| Elisabethallee                                                   | 1    | Datei hochladen | 12., Klimtgasse 1–53 Standort                                                             | 1922      | Alfons Hetmanek, Franz Kaym                                                | | 40        | 1925 von Rudolf Werian erweitert |
| Hoffingergasse                                                   | BW   | Datei hochladen | 12., Frühwirtgasse 1–52 Standort                                                          | 1921–1924 | Josef Frank, Erich Faber                                                   | | 284       | auch der Oswaldgasse, Stegmayergasse, Schneiderhangasse, Sonnergasse und Elsniggasse, Hintergärten grenzen an die Hoffingergasse an |
| Friedensstadt                                                    | 1    | Datei hochladen | 13., Hermesstraße 1–77, 85–99 Standort                                                    | 1921      | Adolf Loos                                                                 | Denkmal für die Friedensstadt |           | Denkmal unter Denkmalschutz Außerhalb der damaligen Stadtgrenzen, aber ein wichtiger Markstein für die Siedlerbewegung. Nur entlang der Hermesstraße nach Plan verwirklicht, auch in der Friedenszeile und innerhalb von Jenbachstraße, Kleinem und Großem Ring |
| Hermeswiese 1736 HERIS-ID: 48400 Objekt-ID: 51869                | 1    | Datei hochladen | 13., Hochmaisgasse 33-55 Standort                                                         | 1923–1924 | Karl Ehn                                                                   | | 95        | Denkmalschutz Identadresse Königgasse 1-13, Lynkeusgasse 3-75, Lynkeusgasse 4-84 |
| Künstlersiedlung Riedelgasse HERIS-ID: 48385 Objekt-ID: 51844    | 1    | Datei hochladen | 13., Riedelgasse 16–42 Standort                                                           | 1922–1924 | Emil Krause                                                                | |           | Denkmalschutz von der Stadt Wien als bauliche Schutzzone ausgewiesen auch in der Griepenkerlgasse und am Rußweg |
| Lainz-Speising HERIS-ID: 80766 Objekt-ID: 94512                  | 1    | Datei hochladen | 13., Dvorakgasse 2–70 Standort                                                            | 1923      | Emil Krause, Heinrich Schlöss                                              | | 180       | Denkmalschutz auch am Leitenwaldplatz, Neukommweg, Paoliweg und in der Trabertgasse |
| Lockerwiese 60 HERIS-ID: 48395 Objekt-ID: 51862                  | 1    | Datei hochladen | 13., Camillianergasse 1-35 Standort                                                       | 1928–1932 | Karl Schartelmüller                                                        | Sgraffito Arbeitswelt von Georg Samwald (1929, 1949 vom Künstler wiederhergestellt) | 785       | Denkmalschutz Identadresse Faistauergasse 1-57, Eugen-Jettel-Weg 4-10, Eugen-Jettel-Weg 3-9, Engelhartgasse 5-47, Camillianergasse 2-40, Seelosgasse 2-18, Faistauergasse 2-132, Spitzweggasse 4-10, Josef-Schuster-Gasse 2-52, Versorgungsheimplatz 2, Spitzweggasse 3-9, Faistauergasse 63-143, Franz-Petter-Gasse 3-37, Franz-Petter-Gasse 4-30, Janneckgasse 3-35, Josef-Schuster-Gasse 1-59, Ranzenhofergasse 3-35, Ranzenhofergasse 4-46, Schirnböckgasse 3-39, Schirnböckgasse 4-28, Seelosgasse 1-29, Versorgungsheimstraße 56-68, Janneckgasse 4-30, Wilhelm-Leibl-Gasse 26-56, Zillehof 2-9, Wolkersbergenstraße 54-170, Wilhelm-Leibl-Gasse 53-61, Wilhelm-Leibl-Gasse 1-43, Egon-Schiele-Gasse 3-105, Versorgungsheimstraße 6-50 |
| Werkbundsiedlung 61                                              | 1    | Datei hochladen | 13., Engelbrechtweg, Jagdschloßgasse, Jagicgasse, Veitingergasse, Woinovichgasse Standort | 1929–1932 | Josef Frank (Bauleitung), div. Architekten, siehe Artikellink              | | 48        | Alle noch erhaltenen Gebäude einzeln unter Denkmalschutz Ursprünglich ein Bau des Wiener Werkbundes, nach wirtschaftlichem Misserfolg von der Stadt Wien übernommen, nach 2010 an die WISEG ausgegliedert. |
| Antaeus                                                          | 1    | Datei hochladen | 14., Antaeusgasse Standort                                                                | 1923/24   | Heinrich Schlöss                                                           | | 74        | |
| Am Flötzersteig                                                  | 1    | Datei hochladen | 14., Flötzersteig Standort                                                                | 1922–1929 | Franz Kaym, Alfons Hetmanek                                                | | 539       | Gemeinschaftseinrichtungen unter Denkmalschutz |
| Reformsiedlung Eden                                              | BW   | Datei hochladen | 14., Edenstraße Standort                                                                  | 1922/23   | Ernst Egli                                                                 | | 25        | Nach den Ideen der Berliner Eden-Siedlung |
| Neuland                                                          | 1    | Datei hochladen | 16., Auf der Schottenwiese 2–30, Pschorngasse, 32–40 Standort                             | 1921      | Karl Paletz                                                                | | 34        | |
| Wohnsiedlung Spiegelgrund 62                                     | 1    | Datei hochladen | 16., Dustmannweg 2–4 Standort                                                             | 1931–1934 | Franz Kaym, Alfons Hetmanek                                                | | 293       | Identadresse Reichmanngasse 2–54, Maternaweg 2–20, Scariaweg 1–69, Scariaweg 2–34, Schmedesweg 1–37, Schmedesweg 2–86, Schrekergasse 1, Maternaweg 1–25, Dustmannweg 1–63 |
| Starchant                                                        | 1    | Datei hochladen | 16., Gallitzinstraße 15–73 Standort                                                       | 1921–1923 | Silvio Mohr                                                                | Metallfigur des hl. Franz von Assissi aus dem Jahr 1932 von Carl Philipp, Relief-Supraporte am Gebäude Johann-Staud-Straße 12                                                                                  | 30        | später mehrmals erweitert auch Theodor-Storm-Weg, Franz-Eichert-Weg, Mörikeweg, Pönningerweg, Vilicusweg, Johann-Staud-Straße 12–22 |
| Heuberg HERIS-ID: 96925 Objekt-ID: 112586                        | 1    | Datei hochladen | 17., Röntgengasse, Plachygasse, Trenkwaldgasse Standort                                   | 1921–1924 | Adolf Loos, Hugo Mayer                                                     | | 169       | Denkmalschutz (gilt für die noch erhaltenen Teile, da vielfach stark verändert) Von der Stadt Wien als bauliche Schutzzone ausgewiesen Inklusive der Siedlung Wien-West, die den Mayer’schen Anteil ausmacht |
| Glanzing                                                         | 1    | Datei hochladen | 19., Glanzinggasse Standort                                                               | 1923–1924 | Hugo Mayer, Albert Tichy                                                   | | 158       | |
| Baumanngasse                                                     | 1    | Datei hochladen | 21., Eyblweg (vormals Teil der Josef-Baumann-Gasse) Standort                              | 1923      | Karl Krist                                                                 | | 58        | unmittelbar südlich wurde vom selben Architekten 1929/30 die Wohnhausanlage Josef-Baumann-Gasse 65–67 gebaut |
| Denglerschanze                                                   | 1    | Datei hochladen | 21., Prager Straße 114 Standort                                                           | 1921      | Baubüro des Österreichischen Verbandes für Kleingarten- und Siedlungswesen | | 6         | Nur teilweise realisiert |
| Erwebslosensiedlung Leopoldau                                    | 1    | Datei hochladen | 21., Egon-Friedell-Gasse Standort                                                         | 1932–1933 | Richard Bauer                                                              | | 425       | nur mehr zu einem geringen Teil erhalten, das meiste wurde durch die Großfeldsiedlung ersetzt |
| Lissenwasser                                                     | 1    | Datei hochladen | 21., Tschechowgasse Standort                                                              | 1922–1924 | Karl Krist                                                                 | | 14        | |
| Schwarzlackenau I                                                | 1    | Datei hochladen | 21., Diderotgasse Standort                                                                | 1922–1924 | Karl Krist                                                                 | | 60        | nur teilweise verwirklicht gleichzeitig mit Schwarzlackenau II entstanden aber räumlich durch die Schwarze Lacke getrennt |
| Schwarzlackenau II                                               | 1    | Datei hochladen | 21., Kerpengasse 21–53, Meyerbeergasse 2, 4, 8 Standort                                   | 1922–1924 | Karl Krist                                                                 | |           | nur teilweise verwirklicht gleichzeitig mit Schwarzlackenau I entstanden aber räumlich durch die Schwarze Lacke getrennt |
| Am Freihof (Freihofsiedlung)                                     | 1    | Datei hochladen | 22., Am Freihof und zahlreiche andere Standort                                            | 1923–1927 | Karl Schartelmüller                                                        | Brunnen mit Figur von Othmar Fenzl aus dem Jahr 1928 | 1014      | Brunnen unter Denkmalschutz Innerhalb der Siedlung zwei Wohnhausanlagen und ein Schulgebäude, diese sind unter Denkmalschutz Aus der 1923 errichteten Siedlung Kagran hervorgegangen, später mehrmals erweitert, die Erweiterung 1938 ist unter Denkmalschutz. |
| Am Müllnermais I                                                 | 1    | Datei hochladen | 22., Mühlhäufelweg, Bienweg Standort                                                      | 1924      | Wilhelm Baumgarten                                                         | | 50        | Gemeinsam mit der der Siedlung Müllnermais II unter Denkmalschutz |
| Am Müllnermais II 1774                                           | 1    | Datei hochladen | 22., Donatelloweg / Vinzenz-Hauschka-Gasse / Wranitzkygasse Standort                      | 1927–1928 | Wilhelm Peterle                                                            | | 54        | Gemeinsam mit der der Siedlung Müllnermais I unter Denkmalschutz |
| Jägermais                                                        | 1    | Datei hochladen | 22., Jägermaisbogen, Jägermaiszufahrt 5–27 Standort                                       | 1921      | Karl Krist                                                                 | | 22        | in Form eines Angerdorfes gestaltet Nur mehr fragmentarisch vorhanden |
| Kriegerheimstätte Hirschstetten HERIS-ID: 65637 Objekt-ID: 78491 | 1    | Datei hochladen | 22., Murraygasse, Quadenstraße, Markweg, Schrebergasse, Spandlgasse Standort              | 1921–1927 | Adolf Loos, George Karau, Franz Schacherl, Franz Schuster                  | | 322       | Denkmalschutz 1934 sowie nach 1945 erweitert |
| Neues Leben                                                      | 1    | Datei hochladen | 22., Wulzendorfstraße 95–124, Haßlwanderweg 2–28 Standort                                 | 1921–1922 | Wilhelm Baumgarten                                                         | | 29        | |
| Neustraßäcker                                                    | 1    | Datei hochladen | 22., Straßäckergasse, Karl-Grübl-Weg, Göschenweg, Höchsmannweg Standort                   | 1924–1926 | Franz Schacherl, Franz Schuster                                            | | 332       | zwischen Reclamgasse, Zschokkegasse, Langobardenstraße und Hartäckergasse 1948–1950 durch Fritz Judtmann und Michael Engelhart zur Erzherzog-Karl-Straße hin erweitert |
| Plankenäcker                                                     | 1    | Datei hochladen | 22., Magdeburgstraße 2-70 Standort                                                        | 1922–1924 | Karl Schartelmüller, Albert Tichy                                          | | 122       | ursprünglich größer geplant, daher befindet sich ein Kopfgebäude am Mälzelplatz bei der Freihofsiedlung größtenteils stark verändert |